# Nenad Milijaš
Nenad Milijaš (en serbio: Ненад Милијаш) (Belgrado, Yugoslavia, 30 de abril de 1983) es un exfutbolista y entrenador serbio que jugaba como centrocampista. Fue profesional entre los años 2000 y 2019.

## Clubes

### Jugador
| Club                      | País                | Año         |
| ------------------------- | ------------------- | ----------- |
| FK Zemun                  | Serbia y Montenegro | 2000 - 2005 |
| Estrella Roja de Belgrado | Serbia              | 2006 - 2009 |
| Wolverhampton Wanderers   | Inglaterra          | 2009 -2012  |
| Estrella Roja de Belgrado | Serbia              | 2012 - 2014 |
| Vestel Manisaspor         | Turquía             | 2014 - 2015 |
| Hebei China Fortune       | China               | 2015 - 2016 |
| Nei Mongol Zhongyou       | China               | 2016 - 2017 |
| Estrella Roja de Belgrado | Serbia              | 2017 - 2019 |

### Entrenador
| Club                             | País   | Año         |
| -------------------------------- | ------ | ----------- |
| Estrella Roja (2.º entrenador)   | Serbia | 2019 - Act. |
| Serbia (Sub-21) (2.º entrenador) | Serbia | 2019 - Act. |

## Palmarés

### Jugador
Estrella Roja de Belgrado
- Superliga de Serbia: 2006-07, 2013-14, 2017-18, 2018-19
- Copa de Serbia: 2007